# Simplocaria remota
Simplocaria remota is een keversoort uit de familie pilkevers (Byrrhidae). De wetenschappelijke naam van de soort is voor het eerst geldig gepubliceerd in 1932 door Brown.